# マルティン・ヴトケ
マルティン・ヴトケ（Martin Wuttke、1962年2月8日 - ）はドイツの俳優。

## 人物
ドイツのゲルゼンキルヒェン出身。1985年より舞台俳優として活躍する。
90年代からはテレビや映画にも出演するようになる。

## 主なフィルモグラフィ

### 映画
- Die Unberührbare (2000)
- Hamlet X (2003)
- ローゼンシュトラッセ Rosenstrasse (2003) - ヨーゼフ・ゲッベルス役
- Delta (2008)
- イングロリアス・バスターズ Inglourious Basterds (2009) - アドルフ・ヒトラー役
- ハンナ Hanna (2011) - ネプラー(Mr.グリム)役
- 誰よりも狙われた男 A Most Wanted Man (2014)
- コロニア Colonia (2015)
- 名もなき生涯 A Hidden Life (2019)

### テレビドラマ
- バビロン・ベルリン シーズン3 Babylon Berlin, 3. Staffel (2020)